# Пуэнте, Исаак
Исаак Пуэнте Аместой (исп. Isaac Puente Amestoy; 3 июня 1896 — 1 сентября 1936) — испанский врач и анархист, активный участник Национальной конфедерации труда (НКТ).
Сельский доктор, в 1933 году — создатель повстанческого комитета в Арагоне. Убит силами Франсиско Франко во время Испанской гражданской войны.
В 1932 году изложил своё представление о будущем обществе, следуя анархо-коммунистической традиции Кропоткина — «Программный очерк либертарного коммунизма». В мае 1936 года сарагосский конгресс анархо-синдикалистских профсоюзов — Национальной конфедерации труда — положил эти идеи в основу своей программы.
Пропагандист анархо-натуризма. Сторонник евгеники, которую он считал возможным осуществить путём повышения гигиены, уничтожения проституции и распространения феминизма.

## Сочинения
- Программный очерк либертарного коммунизма